# Karl A. Meyer
Karl Andreas Meyer, auch KAM genannt, (* 23. Juli 1958 in Basel) ist ein Schweizer Maler und Bildhauer.

## Leben und Werk
Karl A. Meyer, der seine Werke auch mit dem Kürzel KAM signiert, begann seine künstlerische Tätigkeit im New York City der 1980er-Jahre mit grossformatigen Holzschnitten, inspiriert von der Ikonografie der Hopi. Zu dieser Zeit entstand die sogenannte East Village Bewegung, in der Meyer in Ausstellungen und Publikationen vertreten war, seine erste Galerie war die Rosa Esman Gallery. Er teilte sich mit Claudio Knöpfli in der Crosby 66 eine Ateliergemeinschaft.
Seit 2010 engagiert sich KAM im Raiding Project mit Roland Hagenberg und stellte seine Werke neben Künstlern wie Hiroshi Hara, Ai Weiwei und Terunobu Fujimori aus, unter anderem die Installation Menschenwolke (engl. Cloud of Humanity), die aus 15'000 Tonfigürchen besteht und in zahlreichen Ausstellungen im In- und Ausland gezeigt wurde. Daraus entstanden grossformatige Skulpturen, wie beispielsweise der Birdman, der im Jahr 2015 am Ortseingang von Raiding, Geburtsort von Franz Liszt, errichtet wurde.
KAMs Werke sind geprägt von der Suche nach dem sublimen Moment, einem Zustand der Verschmelzung zwischen Mensch und Kunst, den er in monumentalen Holzschnitten und expressiven Texturen darstellt. Besonders fasziniert ihn die Kunst der nordamerikanischen indigenen Kultur, deren Petroglyphen ihn zu großformatigen Holzarbeiten inspirierten, in denen er durch scharfe Werkzeuge und unkonventionelle Techniken authentische Spuren hinterlässt. Sein künstlerisches Konzept basiert auf der Idee des Idols als Verbindung zwischen Künstler, Werk und Wahrheit, wobei das Kunstwerk nicht das fertige Objekt, sondern die Erfahrung des Sublimen ist. Meyers Arbeiten verbinden archaische und moderne Welten, indem sie universelle Symbole ansprechen, die kulturübergreifend verständlich sind. KAMs Holzarbeiten und Zeichnungen entwickeln durch die wiederholte Darstellung bestimmter Figuren und Symbole eine eigene Bildsprache. Für den Künstler liegt der spirituelle Wert eines Kunstwerks in seiner Form selbst – in der unmittelbaren Wahrnehmung und Erfahrung, nicht in der analytischen Zerlegung. Seine Werke verbinden Kunstobjekt, Götzenbild und Symbol und verweisen auf die ursprüngliche Kraft ästhetischer Erfahrung, die allein durch die reine Form entsteht.
KAM unternahm immer wieder Reisen, nach New Mexico, Arizona und Utah, um die indigene Kultur und Philosophie zu studieren, sie prägten seine künstlerische Perspektive nachhaltig. Später führte ihn seine Suche nach neuen Eindrücken in die Favela Babilônia in Rio de Janeiro, wo er sich intensiv mit der lokalen Kultur, den Menschen und ihrer Lebensrealität auseinandersetzte. Während seines Aufenthalts in Rio lernte er Portugiesisch und tauchte tief in das lebendige Alltagsleben ein, das er mit seiner Kamera festhielt. Die fotografierten Szenen wurden Teil seines Projekts Kaleidoskop Rio, mit dem er die poetische Seite der Stadt und ihre ewigen Kämpfe zwischen Gut und Böse einfängt. Seine Arbeiten schaffen eine Brücke zwischen verschiedenen Welten und beleuchten soziale Ungleichheiten sowie kulturelle Missverständnisse.

## Ausstellungen (Auswahl)

### Einzelausstellungen
- 1987: Karl A. Meyer und Suzanne Bocanegra, L. Rastovski Gallery, New York
- 1987: Karl A. Meyer - Bilder, Zeichnungen und persische Miniaturen, Kunstmuseum, Graphikhaus, Kanton Thurgau, Kartause Ittingen[15]
- 1987: Karl A. Meyer Werke, Galerie Littmann, Basel
- 1988: Nature Abstracted[16], Karl A. Meyer und Not Vital, Schweizerisches Institut für Zeitgenössische Kunst[17], New York
- 2013: Hiroshi Hara und Karl A. Meyer, Raiding Project, Raiding, Österreich
- 2014: Birdman, Installation, Raiding Foundation, Österreich
- 2014: Africa, 5000 clay ships, Raiding Foundation, Österreich
- 2016: Ein Schiff wird kommen. Installation, Raiding Foundation, Österreich
- 2018: Favela Portraits, Polaroid Ausstellung in Rio de Janeiro[18]
- 2024: RIO Love an Life in Times of Executions - Favela Portraits (Art Miami) Licht Feld Gallery[19], Basel
- 2025: Koyaanisqatsi – Hopi: Life out of Balance, filter4, Basel[20]

### Gruppenausstellungen
- 1984: Large Works, mit Edward Brezinski, Roni Horn, Hunt Slonem und anderen, Barbara Braathen Gallery, New York
- 1985: East Village Funktional, mit Kenny Scharf, Rhonda Zwillinger, Mark Kostabi u. a. Rosa Esman Galerie, New York
- 1985: Kunst gegen AIDS, mit Arman, Christo, Mark DiSuvero, Tom Butter u. a., Rosa Esman Gallery, New York
- 1986: Children’s Coloring Book Drawings for UNICEF, mit Keith Haring, Richard Serra, Tom Wesselmann, Christo, Richard Hambleton u. a., Phyllis Kind Gallery, New York
- 1986: Artists of Barbara Braathen Gallery, mit Donald Lipski, Ed Brezinski, Hunt Slonem u. a., The Limelight, New York
- 1987: Multiple Visions - East Village Artists, mit Rhonda Wall, Philip Pocock, Rick Prol, Paul Benny, Richard Hambleton u. a., Art Now Gallery, Göteborg
- 2001: Lichtfeld 1, 30 künstlerische Positionen, Zentralschweizer Plattform für Zeitgenössische Kunst, Sulzer-Burckhardt-Areal Gundedinger Feld, Halle 7, Basel[21]
- 2001: Holzschnitt heute[22], mit Romolo Esposito, Hans Weidmann, Hanns Studer, Niels Bohn, Francois Bruetschy, Francis Hungler, Daniel Clochey, Erika Lehmann, Ruedi Küenzi, Thomas Ruch, Ruedi Pfirter, Robert Wyss, Fred Bauer, Franz Bucher, Irene Wydler, Mühlestall Allschwil, Schweiz
- 2003: Licht Feld 3[23], mit Comenius, Fredy Hadorn, Sandra Kunz, Erika Streit, Andreas Brantschen, Alfred Hofkunst, Gundeldinger Feld, Halle 7, Basel
- 2004: Licht Feld 4: Kunst aus der Schweiz, Deutschland und Österreich[24]
- 2013: Biennale Licht Feld, Basel, Switzerland
- 2013: Kunstfabrik Groß Siegharts[25], Wien

## Publikationen
- Happy Happy – A childrens’ coloring book by contemporary artists. Konzipiert und produziert von Roland Hagenberg. Egret Publications, New York 1986, S. 15.
- Raiding Projekt. Hiroshi Hara und Karl A. Meyer, hrsg. von Roland Hagenberg, Raiding Foundation, Raiding 2013
- mit Roland Hagenberg: RIO – Love and Life in Times of Executions. Polaroids and Poems. Art In Flow, Berlin 2019, ISBN 978-3-938457-45-0.
- mit Terunobu Fujimori, Hiroshi Hara (Architekt), Roland Hagenberg: Raiding Project – Ten Fabulous Years. Art In Flow, Berlin 2019, ISBN 978-3-938457-46-7.

- mit Roland Hagenberg: Crosby Street. Art In Flow, Berlin 2022, ISBN 978-3-938457-47-4.